# Тортилья

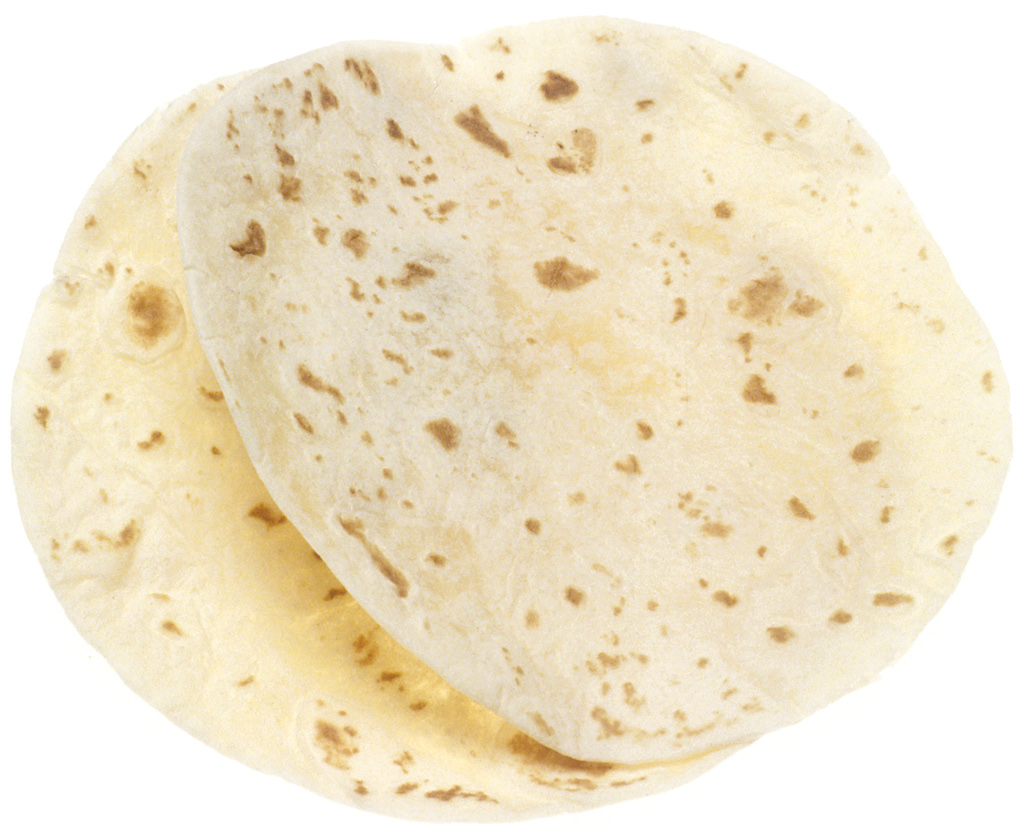
Тортильї

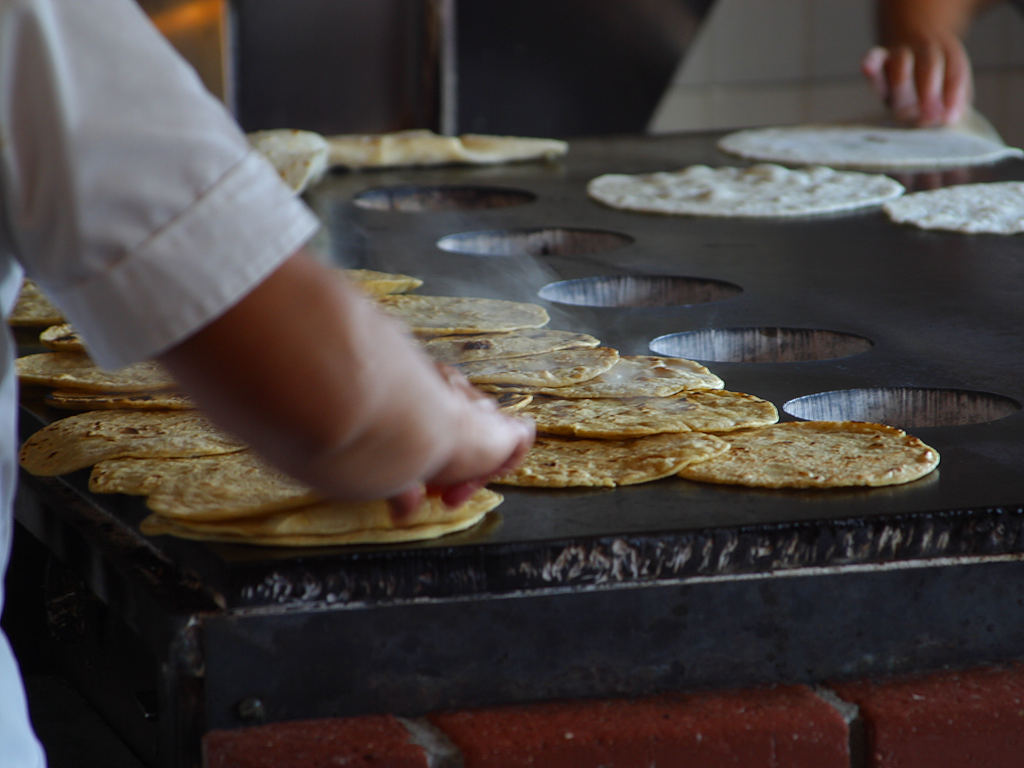
Випікання мексиканських тортилій у старому місті Сан-Дієго

Тортилья (ісп. tortilla — «круглий корж», мовою науатль — tlaxcalli) — тонкий коржик з кукурудзяного або пшеничного борошна, що вживається в їжу головним чином в Мексиці, США, країнах Центральної Америки та Канаді. У Мексиці тортилья — національна страва.
Індіанці випікали їх з давніх часів, а сучасну назву їм дали іспанські конкістадори, яким ці коржики нагадували омлети (в Іспанії словом tortilla називається омлет). Мексиканці примудрилися поєднати обидва поняття в одній страві huevos rancheros — вони викладають яєчню на тортилью і їдять на сніданок з помідорами, товченими з червоним перцем.
Тортилья є основою для багатьох страв (в основному, мексиканської кухні), наприклад, енчилади, буріто, фахіти, тако, кесадильї, де в корж загортають різноманітну начинку. Крім того, тортильї часто подають замість хліба до інших страв (наприклад, до чилі кон карне). Вони служать основою для пирогів, рулетів з начинкою, канапок і сендвічів. Їх їдять смаженими або печеними, подають просто так або згортають і наповнюють начинкою. Начинка може бути як солона, так і солодка. А хрусткі шматочки використовують як гарнір і загущують ними супи. Цей коржик замінює мексиканцям виделку, ложку і ніж — нею набирають соус або притримують шматки м'яса, причому такий «столовий прибор» цілком доречно з'їсти в кінці обіду. Оскільки випічка з кукурудзяного тіста швидко твердне, їдять все це неодмінно свіжовипеченим.
Тортильї печуть на відкритому вогні в круглих плоских глиняних сковородах, званих комаль. Розпечена глина забезпечує швидке приготування коржів, які не повинні виходити сухими і крихкими. Пекар одним рухом перетворює тісто в тонкі диски, кидає їх на комаль, а потім гарячими вручає покупцям.